# Bevil Oaks
Bevil Oaks es una ciudad ubicada en el condado de Jefferson en el estado estadounidense de Texas. En el Censo de 2010 tenía una población de 1.274 habitantes y una densidad poblacional de 238,44 personas por km².

## Geografía
Bevil Oaks se encuentra ubicada en las coordenadas 30°9′3″N 94°16′15″O / 30.15083, -94.27083. Según la Oficina del Censo de los Estados Unidos, Bevil Oaks tiene una superficie total de 5.34 km², de la cual 5.26 km² corresponden a tierra firme y (1.5%) 0.08 km² es agua.

## Demografía
Según el censo de 2010, había 1.274 personas residiendo en Bevil Oaks. La densidad de población era de 238,44 hab./km². De los 1.274 habitantes, Bevil Oaks estaba compuesto por el 90.19% blancos, el 4.24% eran afroamericanos, el 0.16% eran amerindios, el 1.73% eran asiáticos, el 0% eran isleños del Pacífico, el 1.96% eran de otras razas y el 1.73% pertenecían a dos o más razas. Del total de la población el 5.97% eran hispanos o latinos de cualquier raza.